# Marte Mjøs Persen
Marte Mjøs Persen (født 24. april 1975) er en norsk politiker for Arbeiderpartiet. Hun var olie- og energiminister i Jonas Gahr Støres regering fra oktober 2021 til marts 2022 og arbejds- og inkluderingsminister i samme regering fra 7. marts 2022 til 16. oktober 2023.
Hun er medlem af Stortinget valgt i Hordaland valgkreds fra 2021 og var borgmester i Bergen kommune fra 2015 til 2021.
Fra 31. oktober 2011 var hun formand for byrådets sundheds- og socialudvalg. Persen var også leder af Arbeiderpartiet i Bergen indtil februar 2015. 
Persen var næstformand for Rød Valgallianse fra 2003 til 2007 og repræsenterede partiet i Bergen Byråd fra 2003 til 2007. Fra 2007 var hun vicerepræsentant. Hun meldte sig ud af Rød Valgallianse få måneder efter, at partiet fusionerede med Arbeidernes kommunistparti   og dannede partiet Rødt.